# 52309 Philnicolai
52309 Philnicolai è un asteroide della fascia principale. Scoperto nel 1991, presenta un'orbita caratterizzata da un semiasse maggiore pari a 2,7876620 UA e da un'eccentricità di 0,0403136, inclinata di 18,24115° rispetto all'eclittica.